# Show de Rádio
Show de Rádio foi um programa humorístico brasileiro de rádio, com esquetes apresentando personagens do dia-a-dia. Era redigido durante os jogos de futebol.
Era um programa radiofônico da rádio Panamericana (Jovem Pan) de São Paulo, criado em 1969 por Estevam Sangirardi, que misturava humor e futebol.
Sangirardi e sua equipe alegravam os ouvintes. Alguns de seus personagens: Comendador Strufaldi; Comendador Fumagale; Noninha; Lorde Didu du Morumbi, são-paulino roxo, apaixonado pelo seu time, o Saint Paul de mon petit coeur; tinha um mordomo, o Archibald, com quem comentava extasiado os feitos do time, sentado em seu sofá "cinza-ratinho".
Foi criado dentro do programa por Odayr Batista a Rádio Camanducaia, que era uma rádio fictícia do interior, com seus comerciais e serviços de utilidade pública: ---Para curativos rápidos, Ester Elisa, enfermeira; ---Para festas em geral, músicos que "não dão despesas; já vêm jantados", e muitos outros.
Entre os seus humoristas colaboradores estavam Odayr Batista, Geraldo Barreto, Douglas Rasputin, Nelson "Tatá" Alexandre, Serginho Leite, Carlos Roberto Escova e Chiquinho Ferrão, além da participação de Fausto Silva, na década de 1980.
O programa marcou a história radiofônica do país, onde Sangirardi, chegou a ser chamado de Rei do Rádio Esportivo-Humorístico, e que comandava a festa do futebol com imitações de jogadores e personalidades políticas e artísticas do Brasil nos anos 70 e 80.